# At-Tajjiba (Egipt)
At-Tajjiba – miejscowość w Egipcie, w muhafazie Al-Minja, w dystrykcie Samalut. W 2006 roku liczyła 24 519 mieszkańców.